# アラミド

芳香族ポリアミド系樹脂ケブラーの構造。六角形のベンゼン環を含む化合物を芳香族化合物（aromatic compound）と呼ぶ。ベンゼン環同士がアミド結合(−CO−NH−)によって連続した状態（ポリマー）となっていることが確認できる。

ベンゼンにつく基の位置による呼び方。起点となる基（R）から隣に順々にオルト、メタ、パラと区別される。よって、上記のケブラーはパラ-アラミドに分類される。一般的に基同士が離れていた方が物質としての安定性が高く、反応性の低い基が結合していると更に安定する。

アラミド（英語: aramid）とは、芳香族ポリアミド系樹脂の総称で、高い耐熱性と切断・摩耗などに強い性質を持つ合成繊維である。石綿の代わりや、消防士用の防火衣、警察などが着用する防弾ベスト、船体の補強や縄、航空産業などに採用される。
アメリカ合衆国における公正な取引を監督・監視する政府機関である連邦取引委員会は、アラミドを「ベンゼン環に直接二個、少なくとも85％以上がアミド結合(−CO−NH−)によって結合し、繊維状の長鎖となった合成されたポリアミドからなる人造繊維」と説明している。
名称は、芳香族ポリアミドの英語名 aromatic polyamide のかばん語である。

## 歴史
1960年代初期に、化学メーカーデュポンによって、メタ-アラミドのノーメックスが発明された。
1973年にデュポンによって、ケブラーと呼ばれる代表的なパラ‐アラミド繊維が世界で初めて販売された。

## 一覧
パラアラミド繊維
- ケブラー
- Technora
- Twaron（トワロン）
- Heracron

メタアラミド
- ノーメックス
- Teijinconex